# Cumella divisa
Cumella divisa är en kräftdjursart som beskrevs av Jones 1984. Cumella divisa ingår i släktet Cumella och familjen Nannastacidae.
Artens utbredningsområde är Portugal. Inga underarter finns listade i Catalogue of Life.